# Кэрнс, Уильям
Сэр Уильям Веллингтон Кэрнс (англ. William Cairns; 3 марта 1828, Белфаст, Северная Ирландия — 7 июля 1888, Лондон) — британский государственный деятель, колониальный администратор.

## Биография и карьера
Родился в 1828 году в Белфасте в семье отставного армейского капитана, также Уильяма Кэрнса; был поздним ребёнком от второго брака. Своё второе имя — Веллингтон получил, вероятно, в честь британского военачальника. Сводный младший брат лорда-канцлера Великобритании Хью Кэрнса (1819—1885), получившего за свои заслуги графский титул. 
В молодом возрасте Уильям Кэрнс покинул Британию из-за слабого здоровья, и отправился на Цейлон, где с 1852 года служил колониальным чиновником. К 1864 году стал главным почтмейстером и главой почтовой службы острова. 
Затем занимал несколько ответственных должностей в колониальной администрации Британской империи:
- Вице-губернатор Малакки (1867—1868)
- Вице-губернатор Сент-Китса (1868—1870)
- Вице-губернатор Британского Гондураса (1870—1874)
- Губернатор Тринидада (1874)
- Губернатор Квинсленда (1875—1877)

На острове Тринидад в Карибском море Кэрнс проработал на должности губернатора всего несколько месяцев (по другим данным — несколько недель). Из-за тропического климата его здоровье только ухудшалось, поэтому он просил о переводе в колонию с более ровным климатом. Так Кэрнс оказался в Квинсленде (Австралия) на посту губернатора. Однако и там он постоянно страдал от проблем со здоровьем. Не помог и переезд на побережье в Аделаиду (Южная Австралия). Там Кэрнс продержался всего несколько недель, после чего вышел в отставку и вернулся в Англию. В Англии он тоже не смог продолжить работу (в качестве парламентария) и уже скоро окончательно вышел в отставку.
Уильям Кэрнс никогда не был женат и не имел детей. 
Скончался в Лондоне 7 июля 1888 года. Похоронен на Бромптонском кладбище (надгробие сохранилось).

## Личность
Согласно Австралийскому биографическому словарю, современники описывали Кэрнса как мрачного, замкнутого и нелюдимого человека, который имел мало друзей, не любил принимать участие в светских развлечениях (таких, как приёмы или охота), а тем более сам их устраивать (что нередко ожидалось от губернатора). Кэрнс настолько сторонился женщин, что уволил из своей квинслендской резиденции всех служанок женского пола; был немногословен и молчалив. 
В то же время, Кэрнс был по-своему профессиональным администратором. Он никогда и никем не подозревался в коррупции, был скромен в быту и осуждал других чиновников за значительные траты (в том числе, за так называемые «представительские расходы» — те самые приёмы и т.д.). Более того, Кэрнс гуманно относился к индийским и китайским наёмным рабочим, а также к австралийским аборигенам, и пытался предпринимать конкретные меры для их правовой защиты, что только способствовало росту отчуждённости между ним и британским колониальным обществом того времени. Протекция сводного брата (лорда-канцлера) делала Кэрнса до некоторой степени неуязвимым для критики, однако болезненность (которую некоторые современники считали невротической) помешала ему раскрыть в полной мере свой потенциал.

## Память
В 1878 году в его честь был назван город Кэрнс, расположенный в Квинсленде, Австралия. 